# Francisco Olazar
Francisco Olazar (né le 10 juillet 1885 à Quilmes en Argentine ; mort le 25 septembre 1958) est un footballeur et entraîneur argentin.

## Biographie
Olazar fait partie de l'équipe du Racing Club qui domine le football argentin dans les années 1920. Il joue également avec l'équipe argentine à 18 occasions et participe aux deux premières éditions de la Copa América en 1916 et 1917.
Après sa retraite, Olazar devient entraîneur, et prend les rênes de l'Argentine pendant la coupe du monde 1930 en Uruguay, conjointement avec le directeur technique Juan José Tramutola. Ils parviennent tous les deux à emmener les albicelestes à la seconde place derrière l'Uruguay.

## Palmarès

### Club
- Championnat d'Argentine (8) :
  - Vainqueur : 1913, 1914, 1915, 1916, 1917, 1918, 1919, 1921

### International
- Coupe du monde 1930 :
  - Finaliste